# Río Arque
Río Arque är ett vattendrag i Bolivia.   Det ligger i departementet Cochabamba, i den centrala delen av landet, 180 km nordväst om huvudstaden Sucre.
Omgivningarna runt Río Arque är i huvudsak ett öppet busklandskap. Runt Río Arque är det ganska glesbefolkat, med 27 invånare per kvadratkilometer.